# Планківський заряд
Планківський заряд (позначається {\displaystyle q_{\text{P}}}) — одиниця вимірювання електричного заряду в планківській системі одиниць. Планківський заряд визначають як:
{\displaystyle q_{\text{P}}={\sqrt {4\pi \varepsilon _{0}\hbar c}}={\sqrt {2ch\varepsilon _{0}}}={\frac {e}{\sqrt {\alpha }}},}
де:
{\displaystyle c} — швидкість світла у вакуумі,
{\displaystyle h} — стала Планка,
{\displaystyle \hbar \equiv {\frac {h}{2\pi }}} — редукована стала Планка або стала Дірака,
{\displaystyle \varepsilon _{0}} — діелектрична стала,
{\displaystyle e} — елементарний заряд,
{\displaystyle \alpha \approx 1/137\,035\,999\,138} — стала тонкої структури.
У деяких системах одиниць (наприклад, гаусівській СГС), де {\displaystyle 4\pi \varepsilon _{0}=1}, планківський заряд {\displaystyle q_{\text{P}}} набуває простої форми:
{\displaystyle q_{\text{P}}={\sqrt {\hbar c}}.}
В одиницях SI:
{\displaystyle q_{\text{P}}} = 1,87554 × 10−18 Кл.
Планківський заряд приблизно в 11,706 раза більший за модулем, ніж елементарний електричний заряд.